# Jorden
Jorden er den tredje planet i solsystemet regnet fra Solen og har den største diameter, masse og tæthed af jordplaneterne. Jorden benævnes også Verden, Jordkloden, kloden og Tellus efter en romersk gudinde eller Terra efter dens latinske betegnelse.
Jorden er hjemsted for millioner af arter, herunder mennesket. Planeten blev dannet for 4,54 milliarder år siden, og livet fremkom på dens overflade inden for den første milliard år. Siden da har Jordens biosfære i betydelig grad ændret atmosfæren og andre abiotiske betingelser på planeten, så aerobiske organismer har kunnet udbrede sig. Derved er et ozonlag blevet dannet, som sammen med Jordens magnetfelt blokerer for skadelig stråling og tillader liv på landjorden. Jordens fysiske egenskaber, dens geologiske udvikling og dens kredsløbsbane har således gjort liv muligt i denne lange periode, og betingelser herfor forventes at vedblive i endnu 500 millioner til 1 milliard år, hvorefter biosfæren går til grunde som følge af Solens øgede stråling, og livet på Jorden ophører.
Lithosfæren (Jordens skorpe og den øvre kappe) er opdelt i adskillige stive segmenter, som kaldes tektoniske plader, der bevæger sig over Jordens overflade i løbet af mange millioner år. Omkring 71 % af overfladen er dækket af oceaner af saltvand, mens resten er kontinenter og øer. Flydende vand er nødvendigt for at opretholde alle kendte former for liv, og det er ikke fundet på overfladen af nogen anden planet. Jordens indre er stadig aktiv og består af en tyk og forholdsvis fast kappe, en flydende ydre kerne, som skaber et magnetfelt, og en fast indre kerne af jern.
Jorden vekselvirker med andre kloder i det ydre rum, herunder Solen og Månen. I nutiden foretager Jorden et kredsløb om Solen for hver omkring 366,26 gange, den roterer om sin egen akse. Denne tidsperiode er et siderisk år, som svarer til 365,256 dage i soltid. Jordens rotationsakse hælder 23,4° i forhold til det plan, som er vinkelret på dens omløbsplan, hvilket bevirker årstidsvariationer på planetens overflade med en periode på et tropisk år (365,24 dage i soltid). Jordens eneste naturlige måne, Månen, som begyndte at kredse om den for omkring 4,53 milliarder år siden, fremkalder tidevand i oceanerne, stabiliserer aksehældningen og nedsætter langsomt planetens rotation. Et bombardement af kometer i Jordens tidlige historie spillede en rolle for oceanernes dannelse. Senere forårsagede nedslag af asteroider betydelige ændringer af omgivelser og betingelser på Jordens overflade.
Planetens mineraler udgør sammen med produkter fra biosfæren ressourcer, som tillader opretholdelse af en global population af mennesker. Befolkningerne har grupperet sig i omkring 200 uafhængige og selvstændige stater, som vekselvirker med hinanden gennem diplomati, rejser, handel og militære aktioner. De menneskelige kulturer har og har haft mange forskellige syn på planeten, herunder at den personificerer en guddom, at Jorden er flad, samt i moderne tid et perspektiv på kloden som et globalt sammenhængende miljø, der kræver indgriben og pasning. Mennesker forlod for første gang planeten i 1961, da Jurij Gagarin nåede det ydre rum.

## Tidsforløb
Videnskaben har kunnet rekonstruere forløbet af Jordens fortid ret detaljeret. For omkring 4,54 milliarder år siden (med en usikkerhed på 1 %), blev Jorden og de øvrige planeter i solsystemet dannet fra en protoplanetarisk skive af støv og gas, som var tilbage efter Solens dannelse. Materialet samledes til Jorden ved sammenkitning i en proces, som var afsluttet inden for kun 10–20 millioner år. Fra smeltet tilstand afkøledes planeten Jordens ydre lag og dannede en fast skorpe, da vand begyndte at samles i atmosfæren. Månen blev dannet kort tid efter, hvilket efter den fremherskende teori skete som resultat af et gigantsammenstød med en klode (kaldet Theia) på størrelse med Mars, dvs. med en masse på omkring 10 % af Jordens. Meget af denne klodes masse integreredes i Jorden, men sammenstødet slyngede tilstrækkeligt materiale ud i kredsløb om den til, at Månen kunne dannes af det.
Udstrømmende gas og vulkansk aktivitet dannede en ur-atmosfære. Oceanerne blev dannet ved kondensering af vanddamp, yderligere fremmet af is og flydende vand, som kom med asteroider og større protoplaneter, kometer og trans-neptunske objekter, der udsatte Jorden for et veritabelt bombardement. I begyndelsen fandtes næsten intet tørt land, men den samlede landoverflade over havniveau er til stadighed steget. Som eksempel er arealet af kontinenterne fordoblet i løbet af de sidste to milliarder år. Mens overfladen omformedes i løbet af hundreder af millioner år, blev der dannet flere kontinenter, som igen blev brudt op. Kontinenterne bevægede sig over overfladen og samledes af og til i et superkontinent. For omkring 750 millioner år siden begyndte det tidligst kendte superkontinent, Rodinia, at blive brudt op. Kontinenter samledes senere igen og dannede Pannotia i perioden for 600–540 millioner år siden og endelig Pangæa, som splittedes for 180 millioner år siden.

### Udvikling af liv
Det høje energiniveau i de kemiske processer i begyndelsen af Jordens eksistens menes at have frembragt et selvreplicerende molekyle for omkring fire milliarder år siden, og en halv milliard år senere fandtes hypotetisk livets sidste fælles forfader. Udvikling af fotosyntese betød et afgørende fremskridt, idet Solens energi derved kunne udnyttes direkte af alle livsformer. Syntesen producerede ilt, som opsamledes i atmosfæren og medførte dannelse af et ozonlag (ozon er en molekyleform af ilt: O3) i den øvre atmosfære. Optagelse af mindre celler i større bevirkede udvikling af de komplekse celler, der kaldes eukaryoter. Rigtige flercellede organismer blev dannet, i takt med at celler i kolonier blev stadigt mere specialiserede. Hjulpet af ozonlagets absorption af skadelig ultraviolet stråling koloniserede livet Jordens overflade.
Fra 1960'erne har det været opfattelsen, at udbredt gletsjeraktivitet i æonen Neoproterozoikum for mellem 750 og 580 millioner år siden dækkede meget af planeten med is. Hypotesen har fået navnet, Sneboldjorden (engelsk: Snowball Earth) og er af særlig interesse, fordi dette stade i Jordens udvikling ligger umiddelbart forud for den Kambriske Eksplosion, hvor flercellede livsformer begyndte at brede sig med stor hast.
Siden slutningen af den kambriske eksplosion for omkring 535 millioner år siden er masseuddøen af arter forekommet fem gange. Den sidste skete for 65 millioner år siden, formentlig udløst af et meteornedslag, da dinosaurerne og andre dyregrupper fx mange reptiler blev udslettet. Andre dyregrupper blev skånet fx pattedyr og fugle. I løbet af de sidste 65 millioner år har udviklingen af pattedyrene resulteret i en stor diversitet, og for adskillige millioner år siden fik et afrikansk abe-lignende dyr evnen til at gå oprejst. Derved blev det lettere at bruge værktøj og at samarbejde, hvilket udviklede evnen til at kommunikere. Det gav mulighed for forbedret ernæring og stimulation, som var nødvendig for at udvikle en større hjerne. Udvikling af landbrug og senere civilisation gjorde det muligt for mennesket at beherske Jorden inden for et kortere tidsrum end nogen anden art har kunnet, hvilket har påvirket både naturen og mængden af andre livsformer.
For omkring 40 millioner år siden begyndte et mønster med istider, som intensiveredes i pleistocæn for omkring 3 millioner år siden. Polaregnene har siden da haft en cyklus af isdække og afsmeltning, som har gentaget sig i perioder på 40–100.000 år. Den sidste istid sluttede for 10.000 år siden.

### Fremtid
Planetens fremtid på lang sigt er tæt knyttet til Solens fremtid. Som følge af den stadige ophobning af helium fra brintfusionen i Solens kerne tiltager Solens lysstyrke langsomt. Den vil stige med 10 procent i løbet af de næste 1,1 milliarder år og med 40 % i løbet af de næste 3,5 milliarder år. Klimamodeller viser, at forøgelsen af den stråling, som når Jorden, vil medføre store ændringer på planeten, så bl.a. Jordens oceaner vil forsvinde.
Jordens stigende overfladetemperatur vil få det uorganiske CO2-kredsløb til at accelerere og mindske koncentrationen af kuldioxid til det dødelige niveau for planter (10 ppm for C4-planter) om 900 millioner år. Manglen på vegetation vil bevirke tab af ilt i atmosfæren, hvorfor dyrelivet vil uddø i løbet af yderligere nogle millioner år. Selv om Solen var forblevet uændret og stabil, ville den fortsatte afkøling af Jordens indre dog stadig have medført tab af meget af dens atmosfære og oceaner på grund af mindre vulkansk aktivitet. Efter endnu 1 milliard år vil overfladevand være helt forsvundet, og den gennemsnitlige, globale temperatur vil nå 70 °C. Jorden forventes på grundlag af ovenstående at være beboelig i endnu omkring 500 millioner år.
Solen vil som en del af sin udvikling udvide sig til en rød kæmpestjerne om ca. 5 milliarder år. Modeller forudsiger, at den vil øges til 250 gange sin nuværende størrelse til en radius på omkring 1 AU (ca. 150 millioner km). Jordens skæbne i den forbindelse er ikke helt klar. Som rød kæmpestjerne vil Solen i grove træk miste 30 % af sin masse, så uden andre virkninger vil dette forøge Jordens baneradius til 1,7 AU (ca. 250 millioner km), når stjernen når sin maksimale radius. Derved ville planeten undgå at blive opslugt af den store Sols tynde ydre atmosfære, omend det meste – og formentlig alt – liv på den vil være tilintetgjort af solens stærke stråling. Et nyligt studium viser imidlertid, at Jordens omløb alligevel vil bryde sammen som følge af tidevandsvirkninger fra Solen, hvorved den vil falde ind i dennes atmosfære og gå til grunde.

## Sammensætning og struktur
Jorden er en jordplanet, hvilket betyder, at den er et klippefyldt legeme i modsætning til en gasplanet som Jupiter. Den er den største af de fire jordplaneter i solsystemet, både efter størrelse og masse. Af disse fire planeter har Jorden også den højeste tæthed, den største gravitation ved overfladen, det stærkeste magnetfelt og den hurtigste rotation. Det er ligeledes den eneste jordplanet med aktiv pladetektonik.

### Form
Jordens form er meget tæt på at være en fladtrykt sfæroide – en afrundet form med en lille udbuling omkring ækvator – omend den præcise form (geoiden) afviger derfra med op til 100 meter. Den gennemsnitlige diameter af den sfæroide, der benyttes som reference, er omkring 12.742 km. Mere tilnærmet er længden 40.000 km/π, fordi meteren oprindelig var defineret som 1/10.000.000 af afstanden fra ækvator til Nordpolen på en linje gennem Paris.
Det er Jordens rotation, som skaber udbulingen ved ækvator, og diameteren her er 43 km større end diameteren fra pol til pol. De største lokale afvigelser i Jordens klippefyldte overflade er Mount Everest (8.848 m over det lokale havniveau) og Marianergraven (10.911 m under det lokale havniveau). I forhold til en perfekt ellipsoide, har Jorden derfor en tolerance på omkring 1:584 eller 0,17 % (altså mindre end den tolerance på 0,22 %, som er tilladt for billardballer). Som følge af udbulingen er det landskabstræk, som er længst væk fra Jordens centrum faktisk Mount Chimborazo i Ecuador.
| Bestanddel      | Formel | Indhold |
| --------------- | ------ | ------- |
| Silikat         | SiO2   | 59.71 % |
| Aluminiumoxid   | Al2O3  | 15.41 % |
| Kalk            | CaO    | 4.90 %  |
| Magnesiumoxid   | MgO    | 4.36 %  |
| Natriumoxid     | Na2O   | 3.55 %  |
| Jern(II)oxid    | FeO    | 3.52 %  |
| Kaliumoxid      | K2O    | 2.80 %  |
| Jern(III)oxid   | Fe2O3  | 2.63 %  |
| Vand            | H2O    | 1.52 %  |
| Titandioxid     | TiO2   | 0.60 %  |
| Fosforpentaoxid | P2O5   | 0.22 %  |
| Total           | Total  | 99.22 % |

### Kemisk sammensætning
Jordens masse er tilnærmelsesvis 5,98×1024 kg. Den består fortrinsvis af jern (32,1 %), ilt (30,1 %), silicium (15,1 %), magnesium (13,9 %), svovl (2,9 %), nikkel (1,8 %), calcium (1,5 %) og aluminium (1,4 %) og 1,2 % er små mængder af andre grundstoffer. På grund af stoffers tendens til at samle sig efter massefylde menes kerneområdet at bestå overvejende af jern (88,8 %) iblandet små mængder nikkel (5,8 %), svovl (4,5 %) og mindre end 1 % andre stoffer.
Geokemikeren F.W. Clarke beregnede, at lidt over 47% af Jordens skorpe består af ilt. Næsten alle de almindelige klipper i skorpen er oxider. Salte af klor, svovl og fluor er de eneste vigtige undtagelser herfra, og deres samlede mængde i klipper er sædvanligvis langt under 1 %. De vigtigste oxider er salte af silicium, aluminium, jern, kalcium, magnesium, kalium og natrium. Iltforbindelsen siliciumdioxid virker primært som en syre, der danner silikater, og alle de almindeligste mineraler i størknede klipper er af disse typer. Ud fra analyse af 1.672 forskellige klipper beregnede Clarke, at 99,22 % af dem bestod af 11 oxider (se tabellen til højre). Alle andre bestanddele optræder derfor i særdeles små mængder.

### Indre struktur
Jordens indre er, som det også er tilfældet for de andre jordlignende planeter, opdelt i lag med forskellige kemiske og rheologiske egenskaber. Jorden har en silikatholdig og fast skorpe yderst, derpå en viskøs kappe, en flydende ydre kerne (med mindre viskositet end kappen) og en fast indre kerne. Skorpens nedre grænse er defineret af Mohorovičić-diskontinuiteten (Moho), og dens tykkelse varierer fra et gennemsnit på seks km under oceanerne til 30–50 km under kontinenterne. Den indre kerne roterer muligvis med lidt højere vinkelhastighed end planeten i øvrigt og når derved fra 0,1-0,5° længere frem pr. år.
|           | Dybde km         | Lag       | tæthed g/cm³ |
| --------- | ---------------- | --------- | ------------ |
| 0–60      | Lithosfære       | –         |              |
| 0–35      | ... Jordskorpen  | 2,2–2,9   |              |
| 35–60     | ... Øvre kappe   | 3,4–4,4   |              |
| 35–2890   | Kappe            | 3,4–5,6   |              |
| 100–700   | ... Asthenosfære | –         |              |
| 2890–5100 | Ydre kerne       | 9,9–12,2  |              |
| 5100–6378 | Indre kerne      | 12,8–13,1 |              |

Varmen i planetens indre produceres formentlig ved radioaktivt henfald af isotoperne kalium-40, uran-238 og thorium-232. Alle disse har halveringstider på mere end en milliard år. I centrum kan temperaturen være op til 7.000 K og trykket nå 360 GPa. En del af kernens varmeenergi transporteres op mod skorpen ved såkaldte smelter, en form for konvektion, hvor klippemateriale med højere temperatur stiger op. Disse smelter kan danne hot spots og plateaubasalter.

### Tektoniske plader
Ifølge teorien om kontinentaldrift er der to lag i den yderste del af Jordens indre: lithosfæren, bestående af skorpen og den størknede del af kappen, og under den asthenosfæren. Den sidstnævnte opfører sig som stærkt ophedet materiale, som er i en halvtflydende, plastisk (duktil) tilstand.
Lithosfæren flyder på asthenosfæren og er brudt op i, hvad der kaldes tektoniske plader. Disse er stive segmenter, som bevæger sig i forhold til hinanden ved en af følgende tre typer pladegrænser: destruktive, konstruktive og transforme. Den transforme pladegrænse optræder, hvor to plader bevæger sig sidelæns i forhold til hinanden, hvorved der dannes en geologisk brudlinje. Jordskælv, vulkansk aktivitet, bjergdannelse og dannelse af gravsænkninger i oceaner kan forekomme langs pladegrænserne.
| Et kort over de vigtigste tektoniske plader på Jorden. | Pladenavn             | Areal 106 km² |
| Et kort over de vigtigste tektoniske plader på Jorden. | Afrikanske Plade      | 61,3          |
| Et kort over de vigtigste tektoniske plader på Jorden. | Antarktiske Plade     | 60,9          |
| Et kort over de vigtigste tektoniske plader på Jorden. | Indo-Australske Plade | 59,1          |
| Et kort over de vigtigste tektoniske plader på Jorden. | Eurasiske Plade       | 67,8          |
| Et kort over de vigtigste tektoniske plader på Jorden. | Nordamerikanske Plade | 75,9          |
| Et kort over de vigtigste tektoniske plader på Jorden. | Sydamerikanske Plade  | 43,6          |
| Et kort over de vigtigste tektoniske plader på Jorden. | Stillehavspladen      | 103,3         |

Blandt de mindre plader er den Arabiske Plade, Den Caribiske Plade, Nazcapladen ud for Sydamerikas vestkyst og Scotiapladen i det sydlige Atlanterhav. Den Australske Plade sluttede sig sammen med den Indiske Plade og dannede den Indo-Australske Plade for mellem 50 og 55 millioner år siden. De plader, som bevæger sig hurtigst, er oceanpladerne, hvoraf Cocospladen flytter sig med en hastighed på 75 mm/år og Stillehavspladen med 52–69 mm/år. Som den anden yderlighed bevæger den Eurasiske Plade sig langsomst, idet dens typiske hastighed er på omkring 21 mm/år.

### Overflade
Jordens terræn udviser stor variation. Omkring 70,8 % af overfladen er dækket af vand, og meget af kontinentalsoklen ligger under havniveau. Overfladen under vandet omfatter bjergkæder, herunder et verdensomspændende system af oceanrygge, undersøiske vulkaner oceangrave, undersøiske kløfter, oceanplateauer og dybhavssletter. De 29,2 %, som ikke er dækket af vand, består af bjerge, ørkener, sletter, plateauer og andre landskabsformer.
Planetens overflade omformes i løbet af geologiske tidsperioder som følge af tektonik- og erosionspåvirkninger. De overfladeformationer, som opbygges eller deformeres ved pladetektonik, udsættes for uophørlig forvitring ved nedbør, temperaturændringer og kemiske reaktioner. Gletsjere, kystnedbrydning, opbygning af koralrev og større meteoritnedslag bidrager også til at omforme landskabet.
Efterhånden som de tektoniske plader bevæger sig over planeten, skydes oceanbunden ind under dem langs deres rand. Samtidig strømmer materiale fra kappen op, hvor pladerne fjerner sig fra hinanden langs oceanryggene. Tilsammen medfører disse processer, at oceanbundens materiale til stadighed fornyes, så det meste af det er under 100 millioner år gammelt. Den ældste oceanbund findes i det vestlige Stillehav og anslås til en alder på omkring 200 millioner år. Til sammenligning er de ældste fossiler, som er fundet på landjorden, omkring 3 milliarder år gamle.
Kontinentalpladerne består af materiale med lavere vægtfylde som f.eks. de magmatiske bjergarter granit og andesit. Mindre udbredt på kontinenterne er basalt, der er en tungere bjergart af vulkansk oprindelse, som er den primære bestanddel af oceanbundspladerne. Sedimentære bjergarter
dannes, når aflejringer ophobes og presses sammen, og næsten 75 % af kontinenternes overflade er dækket af disse bjergarter, skønt de kun udgør omkring 5 % af skorpen. Den tredje type bjergart er de metamorfe bjergarter, som dannes ved omdannelse af bjergarter under højt tryk og/eller høj temperatur uden opsmeltning. De hyppigst forekommende silikatmineraler på jordoverfladen er kvarts, feldspater, amfiboler, glimmer, pyroxener og olivin, mens de hyppigst optrædende karbonatmineraler er kalcit (der er hovedbestanddelen af kalksten), aragonit og dolomit.
Pedosfæren er landjordens øverste overflade, som består af jord, og hvor der foregår processer, der fører til jorddannelse. Laget er et bindeled mellem lithosfæren, atmosfæren, hydrosfæren og biosfæren. Det totale opdyrkede areal udgør 10,92 % af landjorden inkluderet områder med permanente afgrøder som plantager, der alene svarer til 1,08 % af landjorden. Tæt på 40 % af landjorden benyttes til afgrøder og græsning, idet arealstørrelsen er anslået til at være 1,56×107 km² afgrøder og 3,4×107 km² græsningsareal.
Højdeforholdene på Jordens kontinenter varierer fra det laveste punkt på −418 m ved Det Døde Hav og til en maksimumhøjde på 8.848 m på toppen af Mount Everest (anslået 2005). Landjordens gennemsnitlige højde over havets overflade er 840 m.

### Hydrosfære
Den store mængde vand på jordoverfladen er et enestående træk, som adskiller den "blå planet" fra de øvrige i solsystemet. Jordens hydrosfære omfatter først og fremmest oceanerne, men teknisk set omfatter den alle vandoverflader i verden, herunder indlandshave, søer, floder og vand i undergrunden ned til en dybde på 2.000 m. Det dybeste sted under vandet er Challengerdybet i Marianergraven i Stillehavet, som er 10.911,4 m dyb. Oceanernes gennemsnitlige dybde er 3.800 m, altså mere end fire gange dybere end kontinenternes gennemsnitlige højde.
Oceanernes vandmasse udgør omkring 1,35×1018 ton eller omkring 1/4400 af Jordens totale masse, og deres rumfang udgør 1,386×109 km³. Hvis alt land blev spredt ud på Jorden i et lige tykt lag, ville vandet dække hele Jorden med en dybde på over 2,7 km. Omkring 97,5 % af vandet er saltvand, og de resterende 2,5 % er ferskvand. Hovedmængden af ferskvandet eller omkring 68,7 % findes på nuværende tidspunkt i form af is.
Omkring 3,5 % af oceanernes samlede masse består af havsalt. Størstedelen af dette salt er blevet frigivet ved vulkansk aktivitet eller er trukket ud af kolde, magmatiske klipper. Oceanerne er også et reservoir for opløste, atmosfæriske luftarter, der er afgørende for mange livsformers overlevelse i vandmiljøet. Havvandet udøver en betydelig indvirkning på verdens klima, fordi det optræder som et stort varmelager. Ændringer i fordelingen af havtemperaturen kan forårsage betydelige vejrændringer, hvilket f.eks. El Niño-havstrømmen er et kendt eksempel på.

### Atmosfære
Det atmosfæriske tryk på Jordens overflade udgør i gennemsnit 101,325 kPa med en skalahøjde på omkring 8,5 km. Bestanddelene er 78 % kvælstof og 21 % ilt med mindre mængder vanddamp, kuldioxid og andre luftformige molekyler. Troposfærens højde varierer med bredden og spænder fra 8 km ved polerne til 17 km ved ækvator, men med nogen variation på grund af vejr- og årstidsfaktorer.
Jordens biosfære har afgørende ændret dens atmosfære. Den iltfremstillende fotosyntese udvikledes for 2,7 milliarder år siden, og den deraf følgende iltkatastrofe dannede den kvælstof-ilt-atmosfære, som findes nu. Ændringen af atmosfæresammensætningen muliggjorde spredning af aerobe organismer og dannede desuden ozonlaget, som sammen med Jordens magnetfelt blokerer ultraviolet solstråling og tillader liv at eksistere på landjorden. Andre atmosfæriske virkninger af betydning for livet er at transportere vanddamp, at stille nyttige luftarter til rådighed, at få små meteorer til at brænde op, før de kan slå ned på overfladen, og at moderere temperaturen. Den sidstnævnte virkning er kendt som drivhuseffekten: Små mængder af molekyler i atmosfæren indfanger varmeenergi, som udsendes fra jorden, og hæver derved den gennemsnitlige temperatur. Kuldioxid, vanddamp, metan og ozon er de vigtigste drivhusgasser i Jordens atmosfære. Uden denne tilbageholdelse af varme, ville Jordens gennemsnitlige overfladetemperatur være −18 °C, og liv ville sandsynligvis ikke findes.

#### Vejr og klima
Jordens atmosfære har ingen fast grænse, men bliver stadig tyndere opefter og forsvinder til sidst helt ved overgangen til det ydre rum. Tre fjerdedele af den atmosfæriske masse befinder sig inden for de første 11 km fra planetens overflade. Dette nederste lag kaldes troposfæren. Energi fra Solen opvarmer dette lag og overfladen under det, hvilket får luften til at udvide sig. Den opvarmede luftmasse har mindre tæthed og stiger derfor til vejrs og erstattes af køligere luft med højere tæthed. Resultatet heraf er atmosfærisk cirkulation, som driver vejret og klimaet ved at omfordele varmeenergi.
De primære atmosfæriske cirkulationsbånd består af passatbæltet i ækvatorialegnene under 30° bredde og vestenvindsbæltet i de mellemste breddegrader mellem
30° og 60°. Havstrømme i oceanerne er ligeledes vigtige faktorer, som påvirker klimaet, særligt den termohaline cirkulation som transporterer varmeenergi fra ækvatorområdet til polarregionerne.
Vanddamp som opstår ved fordampning fra havoverfladerne transporteres af cirkulerende systemer i atmosfæren. Når de atmosfæriske betingelser er til stede for, at varm, fugtig luft stiger til vejrs, vil den indeholdte damp fortættes og nå jordoverfladen som nedbør. Hovedparten af vandet transporteres tilbage til områder med lavere højde af flodsystemer og når sædvanligvis tilbage til oceanerne eller bliver tilbageholdt i søer. Dette vandkredsløb er dels en vital mekanisme for livets opretholdelse på land, dels en primær faktor i erosionen af overfladens landskaber over geologiske tidsperioder. Nedbørsmængderne varierer inden for et bredt interval, der strækker sig fra adskillige meter vand pr. kvadratmeter pr. år til mindre end en millimeter. Den atmosfæriske cirkulation, de topologiske landskabstræk og temperaturforskelle er afgørende for, hvor meget nedbør en egn får i gennemsnit.
Efter breddegrad kan Jorden inddeles i specifikke klimabælter med nogenlunde samme klima. I rækkefølge fra ækvator til polaregnene er disse det tropiske, det subtropiske, det tempererede og det polare klimabælte. Klimatyperne kan desuden opdeles efter temperatur og nedbør, hvor klimazonerne er karakteriseret ved temmelig ensartede luftmasser. Det almindeligt anvendte Köppens klimaklassifikationssystem (i en udgave som er modificeret af Wladimir Köppens elev Rudolph Geiger) omfatter fem brede grupper (fugtigt tropeklima, tørt, fugtigt tempereret klima, fastlandsklima og koldt polarklima), som yderligere inddeles i mere specifikke undertyper.

#### Øvre atmosfære
Atmosfæren over troposfæren opdeles sædvanligvis i stratosfæren, mesosfæren og termosfæren. Hvert af disse lag har en selvstændig temperaturgradient, som fastlægger ændringen i temperatur med stigende højde. Længere ude overgår den tynde exosfære i magnetosfæren, hvor Jordens magnetfelt spiller sammen med solvinden. For livet på Jorden er ozonlaget, som er en del af stratosfæren, og som delvis beskytter overfladen mod ultraviolet lys, en vigtig komponent. Kármán-linjen, der er defineret til at ligge 100 km over Jordens overflade, er en fastlagt grænse mellem atmosfæren og rummet.
På grund af varmeenergien øges farten af nogle af molekylerne i den yderste del af Jordens atmosfære så meget, at de kan slippe fri af planetens tyngdekraft. Som følge heraf sker der et langsomt, men vedvarende, tab af atmosfære til rummet, og fordi ubundet brint har lav molekylevægt, opnår den lettere undvigelseshastigheden og forsvinder ud i rummet i større omfang end andre luftarter. At brint "lækker" ud i rummet er en medvirkende årsag til, at Jordens tilstand har ændret sig fra at være oprindeligt reducerende og til nu at være oxiderende. Fotosyntese var en kilde til frit ilt, men tabet af reducerende stoffer som brint menes at have været en nødvendig forudsætning for, at den udbredte opsamling af ilt i atmosfæren kunne finde sted.
Brints evne til at undslippe fra Jordens atmosfære kan således have haft betydning for, hvilken slags liv, som udvikledes på planeten. I den nuværende, iltrige atmosfære omdannes det meste brint til vand, før det har mulighed for at undslippe, så hovedparten af brinttabet stammer fra ødelæggelse af metan i atmosfærens øvre lag.

### Magnetfelt
Jordens magnetfelt har nogenlunde form som en dipol, hvis poler i øjeblikket ligger i nærheden af de geografiske poler. I henhold til dynamoteorien dannes feltet i den smeltede, ydre kerne, hvor varmen skaber konvektionbevægelse i elektrisk ledende stof. Derved genereres elektriske strømme, som igen frembringer Jordens magnetfelt. Konvektionsbevægelserne i kernen er kaotiske af natur og skifter af og til retning, hvilket medfører, at der med uregelmæssige intervaller sker feltændringer, så Jordens magnetiske poler bytter plads. Det sker i gennemsnit nogle få gange for hver million år, og det seneste skift skete for omkring 700.000 år siden.
Feltet danner magnetosfæren, som afbøjer partikler i solvinden. Kanten af chokbølgen i retning mod Solen ligger i en afstand fra Jorden på omkring 13 jordradier. Sammenstødet mellem magnetfeltet og solvinden danner Van Allen-strålingsbælterne, som er et par koncentriske, torusformede områder med energirige, ladede partikler. Når denne plasma når Jordens atmosfære ved de magnetiske poler, danner den nordlys og sydlys.

## Kredsløb og egenrotation

### Egenrotation
Jordens rotationsperiode i forhold til Solen – dens gennemsnitlige soldag – er 86.400 sekunder i gennemsnitlig soltid. Hvert af disse sekunder er lidt længere end et SI-sekund, fordi en soldag på Jorden på grund af tidevandsacceleration nu er lidt længere, end den var i det 19. århundrede.
Jordens rotationsperiode i forhold til fiksstjernerne, som IERS (International Earth Rotation and Reference Systems Service) kalder dens stjernedag, er 86.164,098903691 sekunder i gennemsnitlig soltid (UT1), eller 23t 56m 4,098903691s.  Jordens rotationsperiode i forhold til præcessionen eller det gennemsnitlige forårsjævndøgn, som lidt misvisende kaldes dens sideriske dag, er 86.164,09053083288 sekunder i gennemsnitlig soltid (UT1) (23t 56m 4,09053083288s). Den sideriske dag er således omkring 8,4 ms kortere end stjernedagen. Længden af den gennemsnitlige soldag anført i SI-sekunder kan fås fra IERS for perioderne 1623–2005 og 1962–2005.
Med undtagelse af meteorer i atmosfæren og satellitter i lavt kredsløb sker den tilsyneladende bevægelse af himmellegemerne på himlen i retning mod vest med en fart på 15°/t = 15'/min. Det svarer til Solens eller Månens tilsyneladende diameter hvert andet minut, idet de to tilsyneladende diametre er af samme størrelse.

### Kredsløb
Jorden foretager et kredsløb om Solen i en gennemsnitlig afstand på omkring 150 millioner kilometer for hver 365,2564 gennemsnitlige soldage eller et siderisk år. Set fra Jorden giver det en østlig bevægelse af Solen i forhold til stjernerne med en fart på omkring 1°/dag, svarende til en Sol- eller Månediameter for hver 12 timer. På grund af denne bevægelse tager det i gennemsnit 24 timer – en soldag – for Jorden at fuldføre en fuld rotation om sin akse, så Solen igen står på samme meridian. Jordens kredsløbshastighed er i gennemsnit ca. 30 km/s (108.000 km/t), hvilket er hurtigt nok til at dække planetens diameter på omkring 12.600 km på syv minutter og afstanden til Månen (384.000 km) på fire timer.
Månen fuldfører for hver 27,32 dage sammen med Jorden et kredsløb om et fælles barycentrum (i forhold til stjernerne). Når denne bevægelse kombineres med Jord-Måne-systemets fælles omkredsning af Solen, er den synodiske måned, fra nymåne til næste nymåne, 29,53 dage. Set fra himlens nordpol sker såvel Jordens kredsløb, Månens kredsløb og deres egenrotation i retning mod uret. Jordens kredsløbsplan og akseplan er ikke sammenfaldende: Jordens har en aksehældning på omkring 23,5 grader i forhold til den retning, som er vinkelret på dens kredsløbsplan, og Månens omløbsplan om Jorden hælder omkring 5 grader i forhold til Jordens kredsløbsplan om Solen. Uden disse hældninger ville der forekomme en formørkelse hver anden uge, skiftende mellem måneformørkelser og solformørkelser.
Jordens Hill-sfære, som angiver den maksimale afstand for, at Jordens tyngdemæssige indflydelse er stærkere end Solens og planeternes, er omkring 1,5 Gm i radius. Legemer inden for denne radius omkredser i almindelighed Jorden, omend de kan løsrive sig ved Solens tyngdemæssige forstyrrelse.
Jorden befinder sig som det øvrige Solsystem i galaksen Mælkevejen og kredser omkring 28.000 lysår fra galaksens centrum og omkring 20 lysår over galaksens ækvatorplan i Orion-spiralarmen.

### Aksehældning og årstider
På grund af Jordens aksehældning varierer den mængde sollys, som når dens overflade, i løbet af året. Dette bevirker årstidsafhængige ændringer i klimaet, idet det er sommer på den nordlige halvkugle, når nordpolen peger direkte mod Solen, og vinter, når polen peger væk fra den. Om sommeren varer dagen længere, og Solen står højere på himlen. Om vinteren bliver det i almindelighed koldere og dagene kortere. Over polarkredsene virker ændringen så ekstremt, at der slet ikke er dagslys i en del af året – der er polarnat. På den sydlige halvkugle er situation nøjagtigt omvendt, idet sydpolen er orienteret direkte modsat nordpolen.
Ifølge astronomisk vedtagelse bestemmes de fire årstider af solhvervene – det sted i Jordens kredsløb, hvor dens akse peger direkte imod eller direkte væk fra Solen – og jævndøgnene, hvor hældningens retning og retningen mod Solen står vinkelret på hinanden. Vintersolhverv ligger omkring 21. december, sommersolhverv nær 21. juni, forårsjævndøgn begynder omkring 20. marts og efterårsjævndøgn omkring 23. september.
Hældningsvinklen for jordaksen er forholdsvis stabil over lange tidsperioder, men den er dog underlagt nutation, som er en lille, uregelmæssig bevægelse med en primær periode på 18,6 år. Jordaksens orientering (hermed tænkes ikke på dens vinkel) ændres også i tidens løb, idet den ved præcession gennemløber en fuld cirkel for hver 21.700 år. Præcessionen er grunden til, at der er forskel på et siderisk år og et tropisk år. Begge bevægelser fremkaldes af, at Solen og Månen udøver skiftende tiltrækning på Jordens udbuling ved ækvator. Set fra Jorden bevæger også dens poler sig nogle få meter hen over overfladen. Denne polbevægelse har flere, cykliske komponenter, som tilsammen medfører kvasiperiodisk bevægelse. Udover en årlig komponent i denne bevægelse er der en 430-dages cyklus, som kaldes Chandler-perioden, og som skyldes, at Jordens intertiakse ikke er helt sammenfaldende med dens rotationsakse. Jordens rotationshastighed varierer desuden og giver anledning til et fænomen, som kaldes daglængdevariation.
I nutiden befinder Jorden sig omkring 3. januar i periheliet, hvor dens omløbshastighed er størst og afstanden til Solen mindst, og i apheliet omkring 4. juli. Disse datoer ændrer sig imidlertid i tidens løb på grund af præcessionen og andre kredsløbsfaktorer, som følger cykliske mønstre kendt som Milanković-cykler. Forskellen i afstanden mellem Jorden og Solen betyder en forøgelse på omkring 6,9 % af den solenergi, som når Jorden i perihelium i forhold til aphelium. Da den sydlige halvkugle er nærmest Solen, når afstanden er mindst, modtager denne halvkugle lidt mere energi fra Solen i løbet af året end den nordlige. Forskellen er dog mindre betydende i forhold til den energiændring, som aksehældningen giver anledning til, og meget af energioverskuddet absorberes af havet, som dækker en større del af den sydlige halvkugle.

## Månen
| Navn  | Diameter   | Masse         | Halve storakse | Omløbsperiode                   |
| ----- | ---------- | ------------- | -------------- | ------------------------------- |
| Månen | 3.474,8 km | 7,349×1022 kg | 384.400 km     | 27 dage, 7 timer, 43,7 minutter |

Månen er en forholdsvis stor, jord- og planetlignende måne med en diameter på omkring en fjerdedel af Jordens. Det er den største måne i solsystemet i forhold til størrelsen af dens planet (Charon er dog større i forhold til dværgplaneten Pluto.) Gravitationstiltrækningen mellem Jorden og Månen forårsager tidevand på Jorden. Den samme virkning på Månen har ført til tidevandslåsning: Dens rotationsperiode er den samme som den tid, det tager den at fuldføre et kredsløb om Jorden. Derved vender den altid samme side til planeten. Når Månen kredser om Jorden, oplyses forskellige dele af dens skive af Solen, hvilket frembringer Månens faser. Den mørke og lyse del af Månens overflade adskilles af terminatoren.
På grund af tidevandsvirkningerne fjerner Månen sig fra Jorden med ca. 38 mm om året. Over millioner af år giver denne lille virkning – og den samtidige forøgelse af Jordens døgn med omkring 23 mikrosekunder om året – anledning til en betydelig forskel. Som eksempel var året i den geologiske Devon-periode for omkring 410 millioner år siden på 400 døgn, der hver varede 21,8 timer.
Månen kan på dramatisk vis have påvirket livets udvikling ved at ændre Jordens klima. Palæontologiske fund og computersimulationer viser, at Jordens aksehældning stabiliseres af tidevandsinteraktionen med Månen. Nogle teoretikere mener, at uden det drejningsmoment, som Solen og planeterne fremkalder på Jordens ækvatorudbuling, kunne rotationsaksen være kaotisk ustabil og udvise uforudsigelige ændringer over millioner af år, som det ser ud til at være tilfældet for Mars. Hvis Jordens rotationsakse skulle nærme sig ekliptikas plan, ville der optræde ekstreme forskelle på årstiderne med tilhørende ekstremt vejr, fordi den ene pol ville pege direkte mod Solen om sommeren og direkte væk fra den om vinteren. Videnskabsmænd, som har studeret virkningen, mener, at dette kunne udslette alle større dyr og det højere planteliv.
Det er imidlertid et omdiskuteret emne, som måske kan afklares ved yderligere studier af Mars, som har en tilsvarende siderisk rotationsperiode og aksehældning som Jorden uden at have dens store måne og flydende kerne.
Set fra Jorden er Månen netop langt nok væk til, at dens skive næsten har samme tilsyneladende størrelse som Solens. Vinkelstørrelsen af disse to himmellegemer matcher hinanden, fordi Solens diameter er omkring 400 gange større end Månens, men Solen er også 400 gange længere væk. Derfor optræder totale og delvise formørkelser på Jorden.

Den mest accepterede teori for Månens opståen, gigantsammenstødshypotesen, forklarer den ved en kollision mellem en protoplanet (kaldet Theia) og den unge Jord. Denne hypotese forklarer (blandt andet) den relative mangel på jern og flygtige grundstoffer på Månen, og at den har næsten samme sammensætning som Jordens skorpe.
Jorden har desuden mindst to asteroider som ligger nær jordens kredsløbsbane om solen: 3753 Cruithne og 2002 AA29.

## Beboelig zone
En planet, som opfylder betingelserne for at opretholde liv, kaldes beboelig, selvom livet ikke er opstået på den. Jorden opfylder disse nødvendige betingelser, som de ifølge vor nuværende forståelse skal være, herunder at der findes flydende vand, et miljø hvor komplekse organiske molekyler kan samles samt tilstrækkelig energi til at opretholde stofskifte. Jordens afstand fra Solen, dens omløbsbanes excentricitet, rotationshastighed, aksehældning, geologiske historie, beskyttende atmosfære og magnetfelt er alle faktorer, som bidrager til de betingelser, som har tilladt liv at opstå og opretholdes på planeten.

### Biosfære
Planetens livsformer siges ofte at danne en "biosfære", som i almindelighed menes at være begyndt at udvikles for omkring 3,5 milliarder år siden. Jorden er det eneste sted i universet, hvor liv vides at eksistere. Nogle videnskabsmænd støtter den hypotese, at Jord-lignende biosfærer kan være sjældne.
Biosfæren opdeles i et antal biomer, som rummer planter og dyr med en vis lighed (i bred forstand). På land er det fortrinsvis den geografiske bredde og højden over havniveau, som adskiller biomerne. De biomer, som ligger inden for det arktiske og antarktiske område eller i stor højde, har forholdsvis sparsomt plante- og dyreliv, mens omvendt den største artsrigdom findes i ækvatorområdet.

### Naturressourcer og arealanvendelse
Jorden indeholder ressourcer, som kan udnyttes af mennesket til nyttige formål. Nogle af disse er ikke-vedvarende ressourcer, som f.eks. mineralske brændstoffer, som tager flere tusinde år for at gendannes.
Store ophobninger af fossilt brændstof findes i Jordens skorpe, omfattende kul, olie, naturgas og metanhydrat. Disse lagre benyttes af menneskeheden til både energiproduktion og som råstof til kemisk produktion. Mineralske malmforekomster findes i jordskorpen og er dannet ved malmdannelsesprocesser, som hænger sammen med erosion og pladetektonik. Disse forekomster udgør koncentrerede udvindingssteder for mange metaller og andre nyttige kemiske forbindelser.
Også Jordens biosfære frembringer produkter, som er af afgørende betydning for menneskeheden, herunder mad, træ, lægemidler, ilt og mange flere, ligesom den omfatter processer, der omdanner og recirkulerer organiske affaldsstoffer. Økosystemet på landjorden er afhængigt af muldjord og ferskvand, mens det oceaniske økosystem afhænger af opløste næringsstoffer, som er udvasket fra landjorden. Mennesker lever på landjorden, hvor de benytter byggematerialer til at skaffe sig husly ved at bygge huse. I 2005 opgjorde FAO arealudnyttelsen af landjorden som følger:
| Arealanvendelse         | Areal i 1000 Ha (= 10 km²) | Procentandel |
| ----------------------- | -------------------------- | ------------ |
| Dyrkbart areal:         | 1.421.169,10               | 10,92 %      |
| Permanente afgrøder:    | 140.511,70                 | 1,08 %       |
| Permanente græsarealer: | 3.405.897,80               | 26,17 %      |
| Skove:                  | 3.952.025,70               | 30,37 %      |
| Andet:                  | 4.092.972,40               | 31,45 %      |
| Totalt landareal:       | 13.013.475,40              | 100 %        |

I 1993 ansloges det, at 2.481.250 km² blev kunstvandet.

### Natur- og miljøtrusler
Store områder er udsat for ekstremt vejr som tropiske orkaner (inklusiv cykloner eller tyfoner), som kan dominere livsbetingelserne disse steder. Desuden er mange områder udsat for jordskælv, laviner, tsunamier, vulkanudbrud, tornadoer, doliner, snestorme, oversvømmelser, tørkeperioder og andre former for naturfænomener og katastrofer.
Mange lokale områder er udsat for menneskeskabt forurening af luft og vand, syreregn og giftige forbindelser, tab af vegetation (overgræsning, skovhugst, ørkendannelse), nedgang i antal vildtlevende dyr, udryddelse af arter, udpining af dyrket jord, erosion og indtrængen af invaderende arter.
Ifølge videnskabelig konsensus er menneskelig aktivitet forbundet med global opvarmning på grund af den deraf følgende udledning af kuldioxid. Det forudsiges, at dette vil medføre ændringer som afsmeltning af gletsjere og iskapper, mere ekstreme temperatursvingninger, betydelige ændringer i vejret og forhøjet vandstand i havene.

### Kulturgeografi
Kartografi, studiet af og tegningen af landkort og den tilhørende geografi, har historisk set været de discipliner, som handler om at afbilde Jorden. Landmåling, der fastlægger steder og afstande, og i mindre grad navigation, der fastlægger positioner og retninger, er udviklet sideløbende med kartografi og geografi og har sørget for indsamling og kvantificering af nyttige informationer.
Jordens befolkning udgør ca. 6.740.000.000 mennesker i november 2008. Fremskrivninger viser, at verdens befolkning vil udgøre syv milliarder i 2013 og 9,2 milliarder i 2050. Størstedelen af væksten ventes at finde sted i Ulande. Befolkningstætheden varierer meget fra sted til sted i verden, men de fleste mennesker lever i Asien. I 2020 ventes 60 % af verdens befolkning at leve i byer frem for i landdistrikter.
Det anslås, at omkring en ottendedel af Jordens overflade er egnet til beboelse – tre fjerdedele er dækket af oceaner, og halvdelen af landarealet er enten ørken (14 %), høje bjerge (27 %), eller andet uhensigtsmæssigt terræn. Den nordligste beboelse i verden er Alert på Ellesmere Island i Nunavut, Canada (82° 28′ N). Den sydligste er Amundsen-Scott-Sydpolsstationen i Antarktis, beliggende næsten på Sydpolen (90° S).
Uafhængige og selvstændige nationer gør krav på hele planetens landjord med undtagelse af dele af Antarktis. I 2007 er der 201 selvstændige stater, hvoraf 192 er medlem af de Forenede Nationer. Yderligere findes der 59 bilande og et antal autonome regioner, omstridte territorier og andre enheder. Historisk set har der aldrig været en suveræn regering, som har hersket over hele globen, omend et antal stater har forsøgt at opnå verdensherredømme uden at lykkes med det.
FN er en verdensomspændende international organisation, som blev oprettet med det mål at mægle i uoverensstemmelser mellem nationer og derved undgå væbnede konflikter. Det er dog ikke en verdensregering, og selvom organisationen er en mekanisme til udøvelse af international ret, herunder også væbnet indgriben, når medlemslandene er enige om det, tjener den fortrinsvis som forum for internationalt diplomati.
I 2004 havde i alt omkring 400 mennesker været uden for Jordens atmosfære, og af disse havde tolv gået på Månen under Apollo-programmet. Normalt er besætningen på Den Internationale Rumstation (ISS) de eneste mennesker i rummet, og mandskabet her udskiftes sædvanligvis hver sjette måned.

## Kulturelle og religiøse synspunkter om Jorden
Det astronomiske symbol for Jorden er et kors inde i en cirkel.
Jorden er ofte blevet personificeret som en guddom og oftest som en gudinde. I mange kulturer fremstilles Moder Jord (latin: Terra Mater) også som en frugtbarhedsgudinde. Skabelsesmyter i mange religioner beretter om, at Jorden er skabt af en eller flere guder. En række religiøse grupper, ofte forbundet med fundamentalistiske grene af protestantismen eller islam, hævder, at udlægningen af disse skabelsesberetninger fra deres respektive hellige tekster skal tages for pålydende og burde tages i betragtning eller ligefrem erstatte den konventionelle videnskabelige fremstilling af Jordens opståen og livets udvikling. Både fra det videnskabelige samfund og fra andre religiøse grupper møder sådanne ønsker modstand. Et prominent eksempel herpå er kontroversen om kreationisme versus evolution.
I fortiden har der været forskellige opfattelser af Jordens form og især en tro på, at Jorden er flad, men denne opfattelse blev forladt til fordel for den sfæriske Jord efter forbedrede observationer og jordomsejlinger. Menneskehedens perspektiv på Jorden har ændret sig som følge af rumalderens mulighed for at betragte den udefra, og det er blevet almindeligt at se biosfæren fra et globalt synspunkt, hvilket afspejles i en voksende miljøbevægelse, som er optaget af mange aspekter af menneskets virkning på planeten.

## Jordens inddelinger
Eksempler på mulige verdensinddelinger:
- Land, søer, hav - og vådområder (fx kyster, marsk, sumpe)
- Verdens lande
- Den gamle verden og Den nye verden
- Den vestlige civilisation og Orienten
- Köppens klimaklassifikation
- World Reference Base for Soil Resources
- Verdenshave